# یوکیهیرو میاموتو
یوکیهیرو میاموتو (انگلیسی: Yukihiro Miyamoto؛ زادهٔ ۲۱ نوامبر ۱۹۷۷) کارگردان فیلم اهل ژاپن است. وی از سال ۲۰۰۲ میلادی تاکنون مشغول فعالیت بوده‌است.